# Felix hurrikán (2007)
A Felix hurrikán egy erős és pusztító hurrikán volt 2007-ben az Atlanti-térségben, és leginkább Közép-Amerikában pusztított. A Felix volt az Észak-Atlanti-térségben a legdélebben partot érő 5-ös kategóriájú hurrikán, ezzel megdöntve az 1971-es Edith hurrikán rekordját.
A Felix a 2007-es szezon hatodik rendszere, a hatodik névvel ellátott vihara is, a második hurrikánja, a második jelentősebb ("major") hurrikánja, és ráadásul már a második ötös erősségű ciklonja a Dean után.

## Meteorológiai lefolyás
Augusztus 24-én egy trópusi hullám haladt el Afrika nyugati részén, és a tenger fölé érve nagyjából 23 km/h-s sebességgel haladt nyugat-északnyugat felé, de konvekció egyelőre nem volt megfigyelhető benne, csak alacsony szintű v görbület. A nagyobb kiterjedésű, gyorsan mozgó rendszer tartózkodási helye először nehezen volt behatárolható a nedves közegben. Később zivatarok pattantak ki benne, és az augusztus 25-én készült műholdkép alapján kissé északabbra vette az irányt. A hullám Dél-Amerikával volt egy vonalban. Augusztus 27-ére mérsékelt fejlődést, illetve egyre erősebb konvekciót mutatott. A vihar ekkor 1340 kilométerre (840 mérföld) délnyugatra tartózkodott a Zöld-foki Köztársaságtól, azon belül Praia városától. A centrális nyomása pedig 1012 mbar (hPa; 29,88 inHg) volt. A következő napokban a mélyebb óceán felett a rendszer csekély fejlődést mutatott, habár augusztus 30-ra a hullám egyre szervezettebb lett, és kissé északnyugatabbra sodródott. Az NHC augusztus 31-én 21:00 UTC-kor a hullámot a hatos számú trópusi depresszióra keresztelte. Ekkor a vihar közepe 295 kilométerre (180 mérföld) kelet-délkeletre tartózkodott a Szélcsendes-szigetektől. A rendszerben fejlődtek a esősávok és a trópusi ciklonná válása után a kicsapongó szél mértéke is nőtt, és északnyugat felé sodródott tovább. Az egyre melegebb víz kedvező volt a további fejlődésnek. A ciklon éjjel áthaladt Grenada partjainál, és nem sokkal később, szeptember 1-jén 9:00 UTC-kor felminősítették trópusi viharrá. Az így keletkezett trópusi vihar a Felix nevet kapta. Ezután a viharnak egyre jobban elkülönülő, szabályos struktúrájú szeme és szemfala lett. Szeptember 2-ára a Felix elérte a hurrikán státuszt, miközben 250 km-re kelet-délkeletre tartózkodott Bonaire-től.

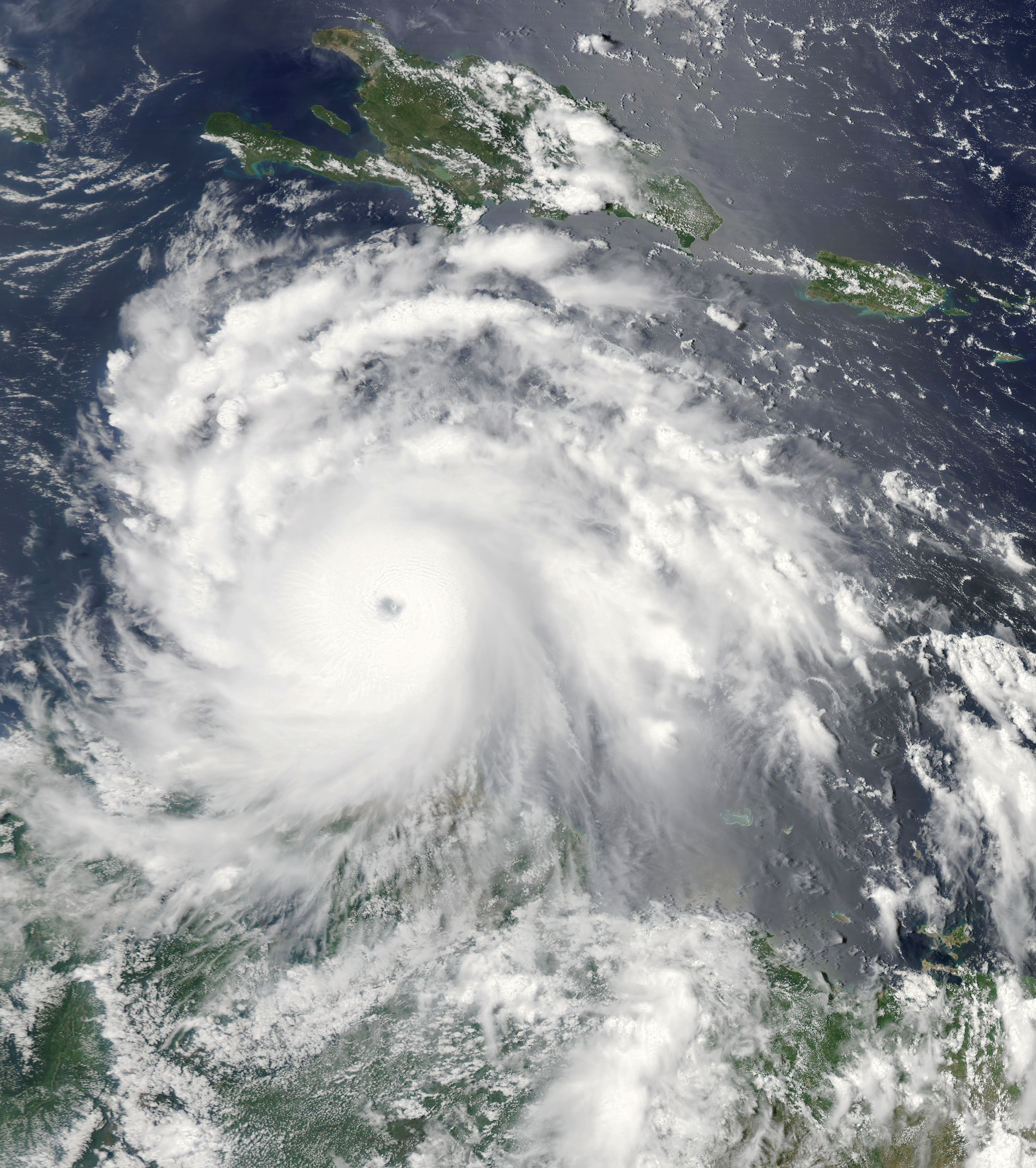
A Felix éppen erősödik Hispaniolától délre

Felix a Karib-tengeren a partközeli sekélyebb, meleg vízben könnyebben tudott erősödni, hamarosan 2-es erősségű ciklon lett, és szeptember 2-án 18:00 UTC-kor a jelentősebb ("major") hurrikán státuszba lépett 790 km-re délkeletre Kingstontól (Jamaica). Ekkorra egy nagyon jól fejlett szemet alakított ki. Az intenzív erősödés folytatódott, és még aznap 4-es kategóriájúvá erősödött, a belső nyomása ezen a ponton 957 mbar (hPa; 28,56 inHg) volt. A nyomás esésének üteme 3,4 mbar/óra volt, így a Felix lett az egyik leggyorsabban fejlődő hurrikán a nyomást nézve. A Felix szemének átmérője 22 km volt ekkor. Az átlagszélsebessége 235 km/h volt, az abszolút lökések pedig 263 km/h-sak. A vihar nyugat felé haladt tovább, és nem sokkal később az állandó átlagszelei 280 km/h-ra nőttek, a maximumlökések pedig 306 km/h-ra, ezzel a Felix a Saffir–Simpson-féle hurrikánskála szerint 5-ös kategóriájú hurrikánná vált Jamaicától délre szeptember 3-án 00:00 UTC-kor. A szemfalban vélhetően hódara volt az alacsony hőmérsékleten. A Felix szemének átmérője 19 km-re csökkent, és 7 órával az 5-ös erősségűvé fejlődése után elérte a minimumnyomását, 929 mbart (hPa; 27,43 inHg). A Felix útját úgy jósolták, hogy nyugat-északnyugat felé fog tartani továbbra is. A szem ekkor melegedni kezdett, és a szemfal cserélődött, így kevésbé volt határozott a szem. Szeptember 3-án 18:00 UTC-kor Felix visszaesett a 4-es kategóriába 235 km/h-s állandó átlagszéllel.
Szeptember 4-én viszont a szem cserélődése befejeződött, és a Felix egyre közelebb került a parti vizekhez, így ismét visszaerősödött az 5-ös kategóriába, és 260 km/h-s lökésekkel érte is el a partokat még aznap 10:40 UTC-kor, 5-ös erősségűként. A Felix Nicaraguában ért partot nem messze a hondurasi déli határtól, az úgynevezett Moszkitó-parton. Felix ugyanazon a napon csapott le Nicaraguára, mint a Henriette hurrikán Déli-Alsó Kaliforniára a Csendes-óceánon. Legutóbb ilyen 1992. augusztus 23-án volt, amikor az Andrew hurrikán Floridára, a Lester hurrikán pedig szintén Dél-Alsó-Kaliforniára csapott le. Felix pár órával a partot érése után már csak 3-as kategóriájú volt 200 km/h-s átlaggal és 245 km/h-s széllökéssel, de így is sokáig tartotta erősségét a szárazföldön is. Másnap, szeptember 5-én 02:00 UTC körül vesztette el a hurrikán státuszt, és gyengült trópusi viharrá. Felixnek jól fejlett felhőzete és esősávja volt a szél gyengülése ellenére. 09:00 UTC-kor Felix trópusi depresszióvá degenerálódott, és 60 km/h lett az átlagszele, amint Honduras déli területei felé ment, azt jelentősen öntözve. Felix északnyugatabbra ment tovább, és szeptember 6-án trópusi depresszióként érte el a Yucatán-félsziget déli részét. Szele 50 km/h alá mérséklődött. A depresszió szeptember 7-én a korai órákban oszlott fel a mexikói Tabasco környékén, a maradványok pedig nyugat felé, a Csendes-óceán felé sodródtak, és végleg szétterültek.

## Károk és áldozatok

### Karib-szigetek

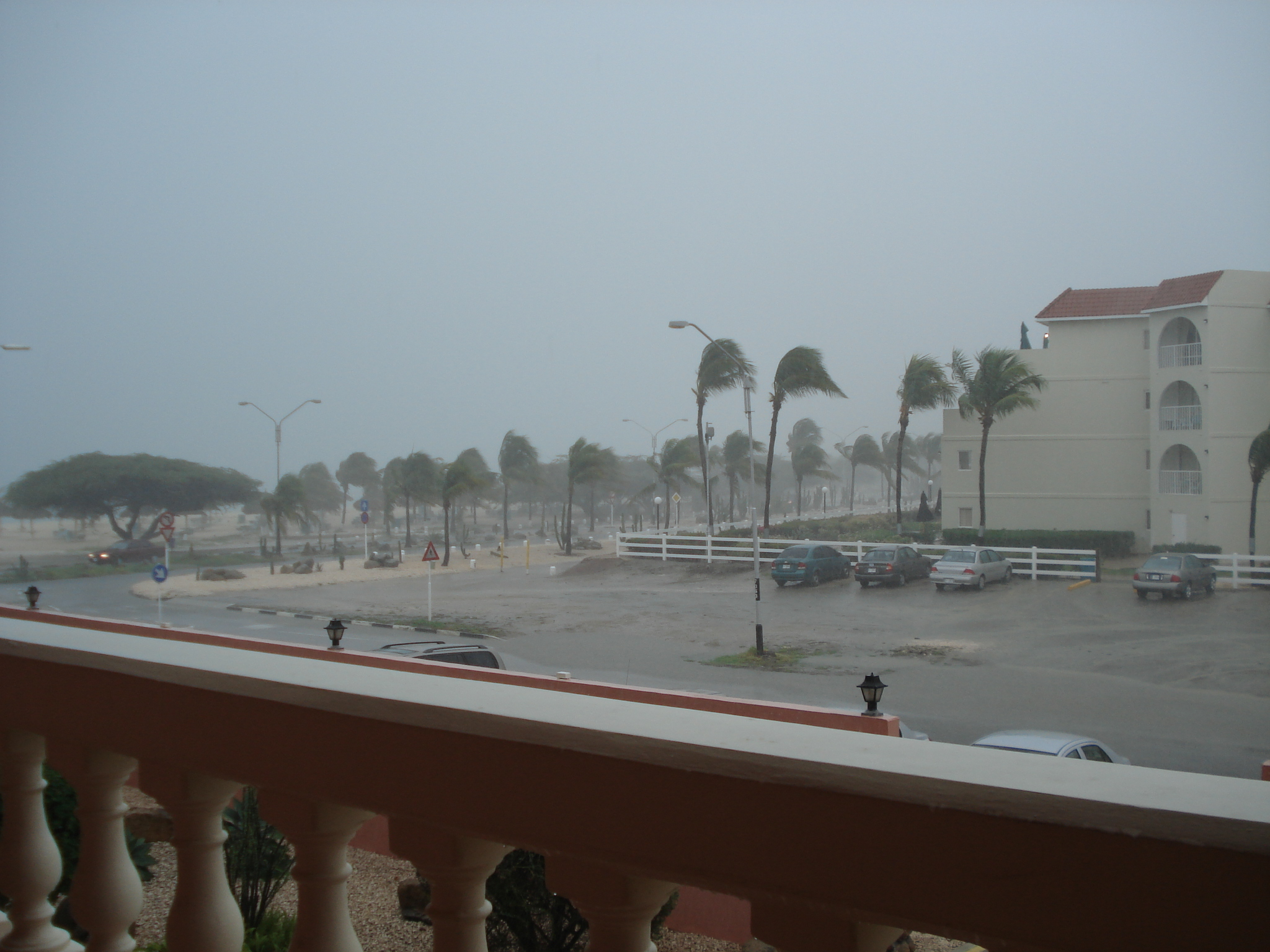
A Felix Arubán

Szeptember 1-jén Barbadoson 71, míg Saint Vincenten 74 km/h-s széllökést mértek, miközben heves esőzés kezdődött. Trinidadon a folyók megáradtak, és több helyen keletkezett földcsuszamlás. Néhány híd is megsérült vagy összeomlott, és épületek sérültek meg. A kár a szomszédos Tobago északi részére korlátozódott, ahol árvizek és földcsuszamlások fordultak elő. A két szigeten 40 000 dollárnyi kár keletkezett. St. Lucián és Grenadán több épületben és tetőben keletkezett kisebb-nagyobb kár, és több helyen megszakadt az áramszolgáltatás.
Az ABC-szigeteken a vihar erős lökésekkel és erős csapadékkal érkezett. Bonairéről jelentettek kisebb károkat, Curaçaón pedig több ház merült el az árvíz miatt. Arubán egy házban keletkezett nagyobb kár, a fővárost pedig áram nélkül hagyta a vihar. Venezuela északi partjain a vihar 3 m magas hullámokat okozott, egy embernek pedig nyoma veszett Puerto Cabellóban.
Jamaicában az esőzés mellett csak nagyon minimális kár keletkezett, Kolumbia északkeleti csücskében is esőzésről számoltak be.

### Közép-amerikai országok

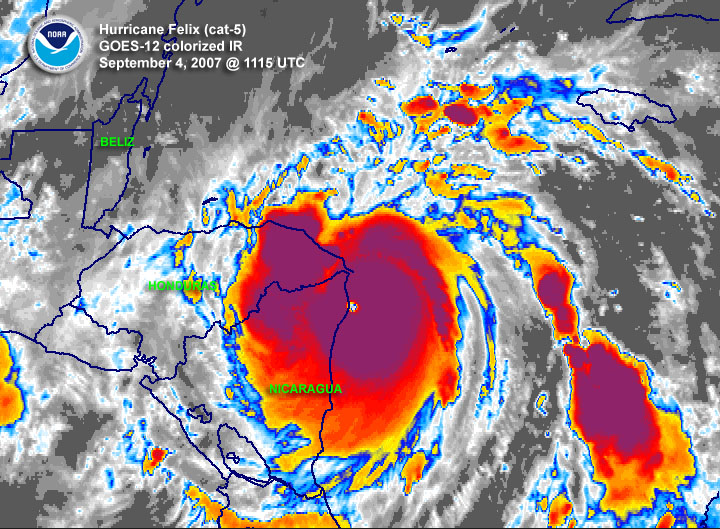
A Felix megérkezik Észak-Nicaraguába

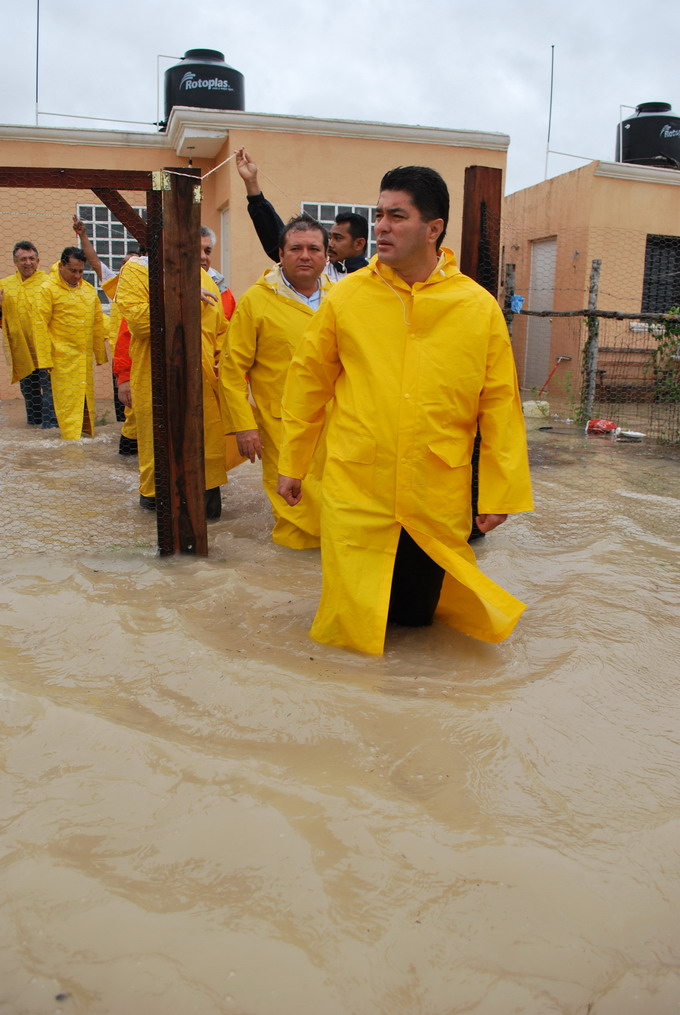
Kár Nicaraguában

Nicaragua északnyugati részéről már a szem partot érése előtt is jelentős károkat jelentettek, a Felix 5-ös kategóriájú hurrikánként csapott le a Moszkitó-partra, 260 km/h-s átlagszélsebességgel, ezzel hatalmas károkat okozva a területen. A legsúlyosabb helyzet Puerto Cabezas és Wawa környékén volt, valamint a közeli Miskito-homokzátonyon. A környéken minden épületben kár keletkezett vagy teljesen megsemmisült, a tetők leszakadtak, a partvidéket elárasztotta a víz és a törmelék, az autópályák és utak is víz alá kerültek. Nicaragua belsőbb területein és Honduras déli vidékein is belvizek keletkeztek, a helyet mocsaras árterületté téve.
133 áldozatról szóltak a hírek, ebből 130 Nicaraguában, 3 ember pedig Hondurasban halt meg. 25 halott halász volt a Miskito-zátonyon, többek között a csónakjaikban vagy a szigeten lévő árvízben haltak meg. Két halottra fa dőlt. Egy újszülött is meghalt, miután komplikációk léptek fel a szülés közben. Kisebb járványok is terjedtek, de senki sem halt bele. Hondurasban 3 ember halt meg, ebből 2 megfulladt Tegucigalpában, a hondurasi fővárosban lévő árvizek következtében, egy pedig motorbalesetben a viharban. Habár több száz eltűnt személyt jelentettek (főleg a tengerről), a Moszkitó-partvidéken később találtak több túlélőt, akit eltűntként kezeltek. A kárt szenvedett vidéket a nicaraguai elnök katasztrófaterületnek nyilvánította. Összesen 40 000 ember és 9000 ház volt érintett Felix által, a legtöbb Nicaraguában. Itt semmisült vagy sérült meg a legtöbb középület vagy bármilyen felszerelés és készlet. Az érintett területre érkezett segítség Kubából, Venezuelából, az Egyesült Államokból és Hondurasból, valamint nicaraguai mentőszervezetektől. Az elnök a vihar elvonulta után ellátogatott Puerto Cabezasba, és megígérte, hogy segít helyreállítani a kárt szenvedett házakat, hogy a károsultak mihamarabb visszaköltözhessenek/jobbak legyenek körülményeik. Nicaraguában az összesített kár 716,3 millió USD (13,4 milliárd NIO) volt.
Hondurasból is érkezett bejelentés, főleg belföldi árvízről, az Ulua folyó vidékéről, Guatemalában pedig 850 embert evakuáltak a megáradt folyók miatt. Hondurason az összesített kár 3,64 millió dollár (68,28 millió HNL) volt.

### Mexikó
Felix trópusi depresszióként elenyésző károkat okozott a Yucatán-félszigeten és Mexikó délkeleti részén. Kisebb városi, utcai villámárvizek és minimális szélkárok keletkeztek.

## Egyéb
A nagy pusztításra való tekintettel a Felix nevet a szezon után „leselejtezték”, így soha többé nem lesz használatos egyetlen atlanti-óceáni trópusi ciklonra sem.

## Fordítás
Ez a szócikk részben vagy egészben  a   Hurricane Felix című angol Wikipédia-szócikk fordításán alapul.  Az eredeti cikk szerkesztőit annak laptörténete sorolja fel. Ez a jelzés csupán a megfogalmazás eredetét és a szerzői jogokat jelzi, nem szolgál a cikkben szereplő információk forrásmegjelöléseként.

## Galéria
- A Felix ötnapos tervezett útvonala szeptember 2-án (előrejelzés)
- A Felix korrigált előrejelzése
- A Felix szeptember 3-án
- A Felix nem sokkal a partot érése előtt, szeptember 4-én
- A Felix útja